# Wilhelm Canaris
Wilhelm Franz Canaris (Aplerbeck bij Dortmund, 1 januari 1887 – Flossenbürg, 9 april 1945) was een Duits admiraal en tijdens het nationaalsocialistische regime leider van de Abwehr (contraspionage) van het Duitse opperbevel (Oberkommando der Wehrmacht), die opgehangen werd nadat hij had samengezworen tegen Adolf Hitler.

## Eerste Wereldoorlog
Canaris groeide op in Duisburg waar hij het Steinbart-Gymnasium bezocht. Hij trad in 1905 in dienst bij de Kaiserliche Marine en diende in de Eerste Wereldoorlog als officier tijdens de Slag bij de Falklands op 8 december 1914 aan boord van de SMS Dresden, een Duits keizerlijk licht marineschip. Na de slag werd hij geïnterneerd in Chili. Na zijn ontsnapping in augustus 1915 werd hij overgeplaatst naar de inlichtingendienst (geheime dienst), met Spanje als werkgebied.
Na een mislukte Britse moordaanslag, keerde hij terug in actieve dienst en eindigde de oorlog als commandant van een U-boot met achttien gezonken schepen op zijn naam.

## Weimar-Republiek
In 1919 was Wilhelm Canaris lid van de krijgsraad waar de beschuldigde vrijkorpsleden zich moesten verantwoorden voor de moord op Rosa Luxemburg en Karl Liebknecht. Deze krijgsraad sprak een groot aantal van de beschuldigden vrij. Reeds een jaar later nam hij deel aan de Lüttwitz-Kapp-Putsch, werd hierom aangehouden en gearresteerd en na korte tijd weer vrijgelaten. Hij werkte na het Verdrag van Versailles weer bij de Reichsmarine en vanaf 1931 bij de inlichtingendienst van de Abwehr.

## Spaanse Burgeroorlog
Bij het begin van het Nazi-Duitsland stond Canaris bekend als fervent Duits nationalist. Hij schopte het tijdens het Hitler-bewind zelfs tot chef van de Duitse Abwehr, ondanks het feit dat Canaris geen NSDAP-lid was. Zijn eerste grote klus was een interventiepoging tijdens de Spaanse Burgeroorlog. Canaris zelf sprak vloeiend Spaans en ontwikkelde een goede band met generaal Francisco Franco, die hij later officieus afraadde doortocht te verlenen aan Duitse troepen om Gibraltar te veroveren.
In 1936 lukte het Canaris om Duitsland en Mussolini-Italië over te halen de nationalistische rebellen van Franco in Spanje te steunen. Door de Duitse en Italiaanse steun behaalden de aanvankelijk niet al te sterke rechtse opstandelingen in de Spaanse Burgeroorlog de overwinning.

## Tweede Wereldoorlog

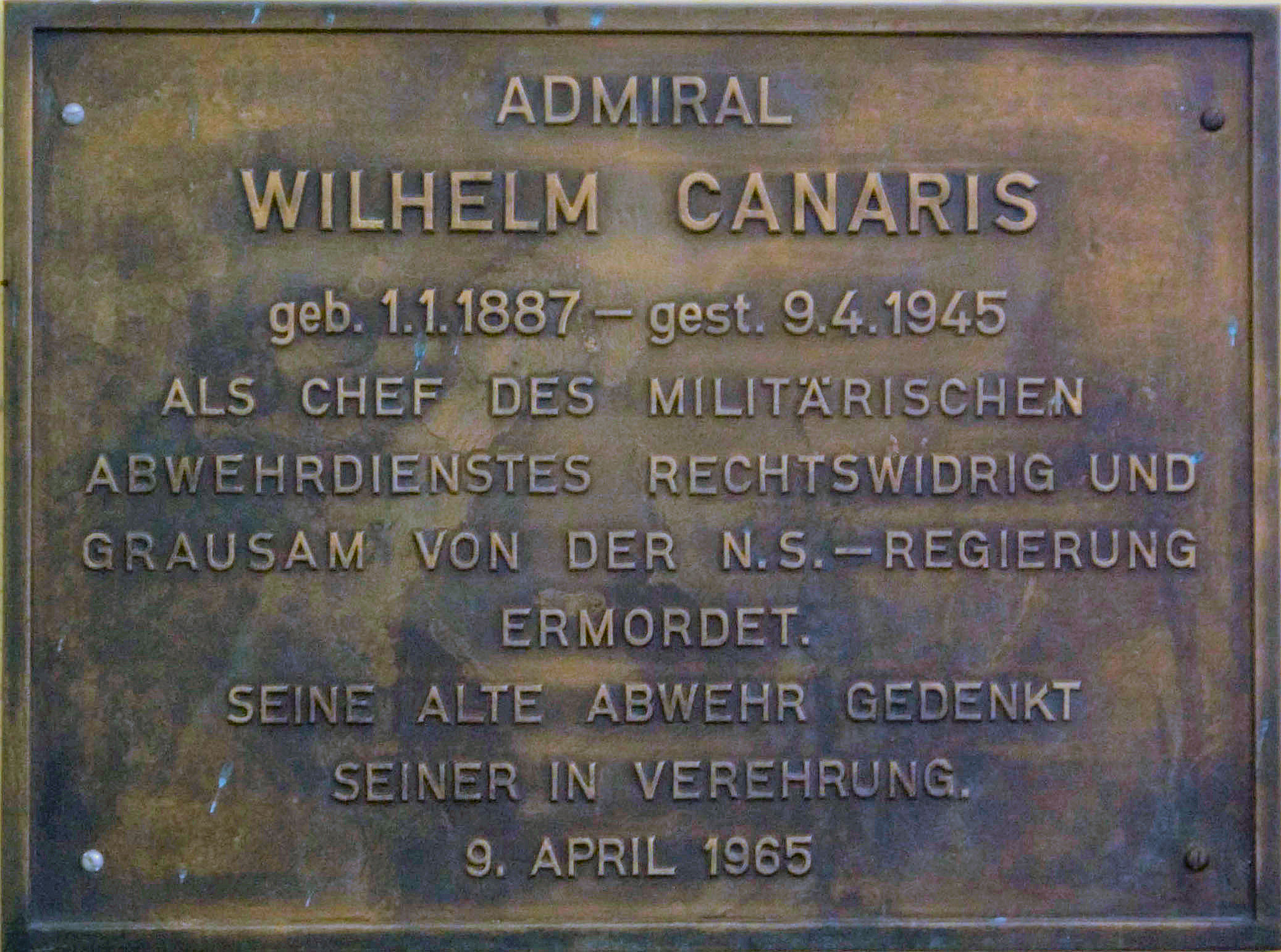
"Herdenkingsplaquette" in kamp Flossenbürg

Voor aanvang van de Tweede Wereldoorlog keerde Canaris zich af van Hitler. Dit werd ingegeven door misdaden door het Hitler-regime in concentratiekampen en de toenemende beperkingen van Duitse burgers, maar ook door de Blomberg-Fritschaffaire. Tijdens de aanval op Polen was hij ooggetuige van moorden op Joden en Poolse burgers door de SS en Einsatzgruppen. Zijn protesten haalden niets uit, waarop Canaris begon met het verzamelen van bewijsmateriaal van deze moorden.
Hij behield in zijn positie als chef van de Abwehr naar buiten toe het gezicht van een loyale inlichtingendienst. Hij had hierbij een groot talent om zijn tegenstanders om de tuin te leiden. Nazi-teksten kon hij zo overtuigend voordragen, dat ook zijn grootste tegenstanders vaak overtuigd werden van zijn trouw.
Maar ondertussen gaf hij zijn nauwste medewerkers, Hans Oster en Hans von Dohnányi, bescherming en gelegenheid voor het samenzweren tegen Hitler. Op deze wijze was hij direct betrokken bij het lekken van de aanvalsdata van Fall Gelb en bij de couppogingen van leden van de generale staf in 1938 en 1939. In maart 1943 vloog hij naar Smolensk om de antinazistische Wehrmacht-samenzweerders van de staf van Heeresgruppe Mitte te ontmoeten.
Tijdens de zomer van 1943 ontmoette Canaris heimelijk generaal Stewart Menzies, chef van de Britse Secret Intelligence Service, in Spanje. Canaris presenteerde Menzies een vredesplan: overgave van de Duitse troepen en staakt-het-vuren in het westen, eliminatie of uitlevering van Hitler en de voortzetting van de oorlog tegen de Sovjet-Unie aan het oostfront. Het vredesvoorstel vond gehoor bij de Amerikaanse en Britse geheime diensten, maar werd door president Roosevelt en zijn adviseurs onmiddellijk verworpen.
Midden februari 1944 werd Canaris van zijn functie als Abwehrchef ontheven en drie dagen na de aanslag op Hitler op 20 juli 1944 door zijn rivaal bij de SD-buitenland, SS-Brigadeleider Walter Schellenberg, aangehouden. Pas begin april 1945 ontdekte een generaal in een brandkast op het legerhoofdkwartier van de Abwehr in Zossen Canaris' langgezochte privédagboeken, die op 5 april door Ernst Kaltenbrunner, de RSHA-chef van de Sicherheitspolizei en van de SD, aan Hitler persoonlijk getoond werden. Hitler gaf direct opdracht tot de "onmiddellijke vernietiging van de samenzweerders". In een "SS-Standgerichtverfahren" in concentratiekamp Flossenbürg werd Canaris ter dood veroordeeld en op 9 april 1945, samen met Dietrich Bonhoeffer en Hans Oster, opgehangen.
Zijn laatste boodschap, via een geïmproviseerde code aan een medegevangene, de voormalige chef van de Deense inlichtingendienst, begint met de woorden:
"Ben lelijk mishandeld, neus gebroken."
 Zijn laatste woorden: 
"Ik sterf met een schoon geweten voor mijn vaderland. Ik deed alleen mijn plicht tegenover mijn land toen ik de misdadige dwaasheden van Hitler probeerde te stoppen."

## Militaire loopbaan
- Soldat: 1905
- Seekadett: 1 april 1905
- Fähnrich zur See: 7 april 1906[3][4]
- Leutnant zur See: 28 september 1909[3] - 28 september 1908[4]
- Oberleutnant Zur See: 29 augustus 1910[3][4]
- Kapitänleutnant: 16 november 1915[4]
- Korvettenkapitän: 4 oktober 1924[3] - 1 januari 1924[4]
- Fregattenkapitän: mei 1929[3] - 1 juni 1929[4]
- Kapitän zur See: 1 oktober 1931[3][4]
- Konteradmiral: 1 mei 1935[3][4]
- Vizeadmiral: 1 april 1938[3][4]
- Admiral: 1 januari 1940[3][4]

## Decoraties
- IJzeren Kruis 1914, 1e en 2e Klasse[5][6][7][3][4]
- Kroonorde, 4e Klasse[5]
- Onderzeebootoorlogsinsigne 1918[5]
- Kruis voor Militaire Verdienste (Oostenrijk-Hongarije), 3e Klasse met Oorlogsdecoratie[4][5]
- IJzeren Halve Maan[4]
- Erekruis voor Frontstrijders in de Wereldoorlog[4]
- Dienstonderscheiding van Leger en Marine (Duitsland) voor (25 dienstjaren)[7][4]
- Kruis voor Oorlogsverdienste, 1e Klasse en 2e Klasse met Zwaarden[4][6]
- Herhalingsgesp bij IJzeren Kruis 1939, 1e en 2e Klasse[4][6]
- Orde van het Vrijheidskruis (Finland), 1e Klasse met Ster, Eikenloof en Zwaarden en Borstster op 19 september 1941
- Orde van het Vrijheidskruis (Finland), 1e Klasse met Ster en Zwaarden op 16 september 1941[4]
- Duitse Kruis in zilver op 11 november 1943[6][7] als Admiral en chef van het ambt Ausland / Abwehr in de OKW[4]
- Orde van de Buste van Bolivar, 4e Klasse in 1909[3][4]